# Sylvia Stolz

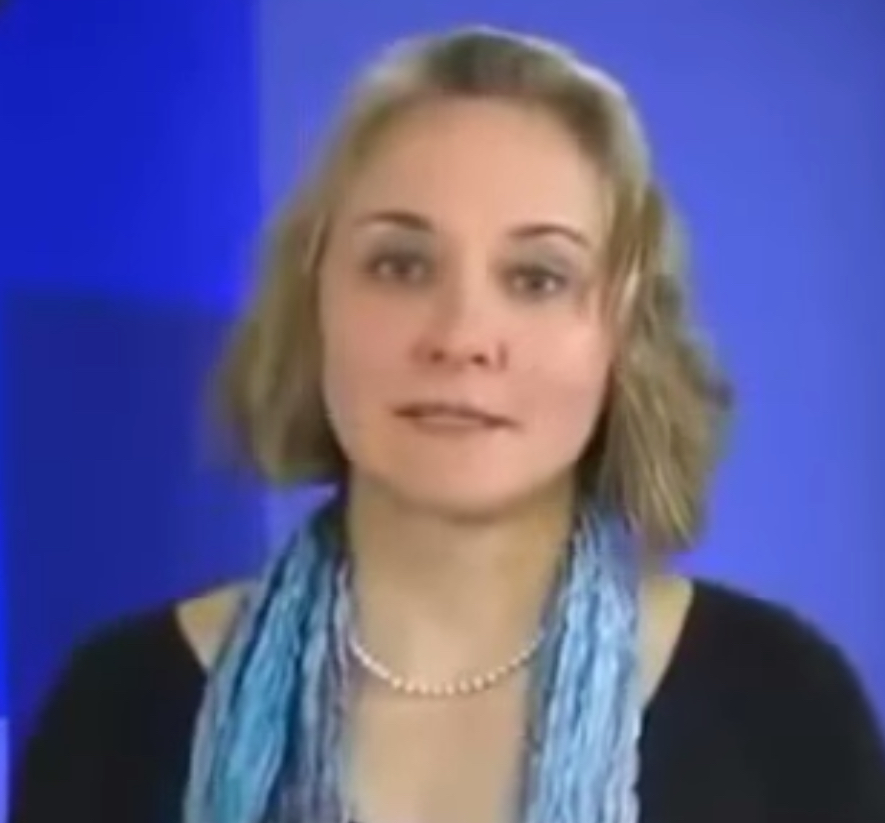
Sylvia Stolz (2013)

Sylvia Stolz (* 6. August 1963 in München) ist eine ehemalige deutsche Rechtsanwältin aus Ebersberg, die dem Neonazismus zugeordnet wird. Sie wurde bekannt als Rechtsanwältin prominenter, die Shoa leugnender Rechtsextremisten wie Horst Mahler, Germar Rudolf, Rigolf Hennig und Ernst Zündel sowie selber als Holocaustleugnerin. Sie wurde unter anderem wegen Volksverhetzung und Strafvereitelung mehrfach verurteilt und mit einem befristeten Berufsverbot belegt. Sie verbüßte zwei Haftstrafen von drei Jahren und drei Monaten bzw. 18 Monaten.

## Beteiligung an Strafprozessen
Als Verteidigerin des unter anderem wegen Holocaustleugnung angeklagten Ernst Zündel sorgte Stolz für erhebliches Aufsehen, da sie immer wieder Anträge, Beschwerden und Erklärungen mit volksverhetzendem Inhalt stellte bzw. abgab. Den beiden Schöffen hatte sie im Falle einer Verurteilung Zündels mit Todesstrafe wegen „Volksverleumdung und Feindbegünstigung“ gedroht. Daraufhin wurde sie vom Prozess ausgeschlossen. Stolz wurde daraufhin von Polizisten aus dem Gericht getragen, weil sie sich der Anordnung widersetzt hatte. Der Ausschluss wurde am 31. März 2006 vom Oberlandesgericht Karlsruhe bestätigt. Es stellte fest, Stolz habe „ihre Verteidigungsaufgabe missbraucht“, das Verfahren durch „prozessfremdes Verhalten“ sabotiert und trotz Redeverbotes durch den Vorsitzenden Richter Erklärungen mit „teilweise strafbarem nationalsozialistischen Inhalt abgegeben“.
Im Prozess gegen Horst Mahler wegen Zeigen des Hitlergrußes hielt Stolz als Strafverteidigerin ein mehr als dreistündiges Plädoyer, worin sie erneut mehrfach den Holocaust leugnete und den Nationalsozialismus lobte.

## Verfahren und Urteile gegen Sylvia Stolz

### Verfahren am Landgericht Mannheim 2007–2009
Im März 2007 erhob die Staatsanwaltschaft Mannheim Anklage gegen Stolz wegen Volksverhetzung, Nötigung, versuchter Strafvereitelung und der Verwendung von Kennzeichen verfassungswidriger Organisationen. Gleichzeitig wurde ein Berufsverbot angestrebt. Die Verhandlung begann am 15. November 2007 vor dem Landgericht Mannheim. Stolz wurde unter anderem beschuldigt, den Holocaust geleugnet zu haben. Das Verfahren war zunächst bis Ende Januar 2008 angesetzt.
Der Verteidiger von Sylvia Stolz, Ludwig Bock, argumentierte mit dem Hinweis auf die freie Meinungsäußerung. Er hatte bereits vorher viele Rechtsextremisten vertreten und in dieser Eigenschaft auch mit Stolz zusammengearbeitet.
Am 14. Januar 2008 verurteilte das Mannheimer Landgericht Stolz zu dreieinhalb Jahren Haft, außerdem wurde vom Gericht gegen sie ein fünfjähriges Berufsverbot ausgesprochen, weil sie ihre Anwaltstätigkeit zur Verbreitung revisionistischer Thesen missbraucht habe. Stolz quittierte das Urteil vor dem Gericht mit dem Hitlergruß.
Stolz legte gegen das Urteil Revision ein. Im Dezember 2008 wurde das Urteil teilweise aufgehoben und wegen des Strafmaßes zu erneuter Verhandlung an das Landgericht zurückverwiesen; das verhängte Berufsverbot hatte nach der Entscheidung des Bundesgerichtshofs jedoch Bestand. Im Mai 2009 verurteilte das Landgericht Mannheim sie wegen Volksverhetzung zu drei Jahren und drei Monaten Haft – also zu drei Monaten weniger als ursprünglich. Ihre erneute Revision verwarf der Bundesgerichtshof im Oktober 2009 als „offensichtlich unbegründet“. Am 13. April 2011 wurde sie nach vollständiger Verbüßung ihrer Strafe aus der Haft entlassen. Das gerichtliche Berufsverbot galt bis 2013 weiterhin, wodurch Stolz auch nach ihrer Entlassung ihren Beruf als Anwältin nicht ausüben durfte.

### Verfahren der Münchener Anwaltskammer 2009
Zudem entzog die zuständige Rechtsanwaltskammer in München Stolz am 15. September 2009 für acht Jahre die Rechtsanwaltszulassung wegen Verletzung ihrer Gewissenhaftigkeitspflicht ("Volksverhetzung in zwei Fällen, Beleidigung sowie versuchte Strafvereitelung in Tateinheit mit Volksverhetzung in zwei Fällen, Nötigung, Verunglimpfung des Staates und seiner Symbole und Beleidigung in zwei Fällen.") Gegen dieses Urteil legte Stolz ebenfalls Berufung ein, diese wurde im März 2011 zurückgewiesen.

### Verfahren am Landgericht München II  2015–2018
Im November 2012 trat Stolz auf Einladung Ivo Saseks, des Leiters der sogenannten Anti-Zensur-Koalition (AZK), bei einer Veranstaltung dieser in Chur auf. Weil sie dort erneut den Holocaust geleugnet und für Rechtsextremismus geworben haben soll, erstattete der Berner Anwalt Daniel Kettiger Anzeige gegen Stolz und den Veranstalter Sasek wegen mutmaßlichen Verstoßes gegen das Schweizer Antirassismusgesetz. Nachdem das Verfahren an die deutschen Behörden überwiesen worden war, begann im Februar 2015 in München ein Prozess, in dem Stolz von Wolfram Nahrath verteidigt wurde. Am 25. Februar 2015 verurteilte das Landgericht München II Stolz wegen Volksverhetzung sowie wegen des Missbrauchs von Titeln (sie unterzeichnete trotz Ausschlusses aus der Anwaltskammer in Schriftstücken an das Gericht mit der Berufsbezeichnung „Rechtsanwältin“) zu einer Gefängnisstrafe von einem Jahr und acht Monaten Haft ohne Bewährung.
Am 3. Mai 2016 hob der Bundesgerichtshof das Urteil des Landgerichts hinsichtlich des Missbrauchs von Berufsbezeichnungen auf. Im Übrigen hielt der BGH die Feststellungen des Landgerichts aufrecht, soweit sie nicht das Strafmaß betrafen; diesbezüglich sei das Landgericht von irrigen Annahmen ausgegangen. Daher wurde das Verfahren an das LG München verwiesen. Am 15. Februar 2018 wurde Sylvia Stolz dann vor dem Landgericht München II zu einer Haftstrafe von eineinhalb Jahren ohne Bewährung verurteilt. Ab Mai 2019 verbüßte sie die Haftstrafe in der JVA Aichach.

### Verfahren am Landgericht München II und Revision 2023/24
Im Jahr 2021 schickte Stolz ein 339 Seiten langes Fax an das Finanzamt München, in dem sie neben einem kurzen Eingehen auf eine Steuerangelegenheit auch ausführlich (auf über 50 Seiten) den Holocaust leugnete. Das Landgericht München II sprach sie am 10. August 2023 vom Vorwurf der Volksverhetzung frei, da das Fax einen zu kleinen Adressatenkreis gehabt habe, als dass der Inhalt im Sinne von §130 StGB „verbreitet“ worden sei. Nachdem die Staatsanwaltschaft Revision eingelegt hatte, bestätigte der Bundesgerichtshof das Urteil am 25. September 2024.

## Privates
Stolz war mit dem Rechtsextremisten und Holocaustleugner Horst Mahler liiert.

## Veröffentlichungen
- Denken und Sprechen ein Verbrechen? Analyse zur Sach- und Rechtslage. 2019, ISBN 978-0244789343